# Nationale fietsroute 9 - Merenroute
De 9: Seen-Route is een 505 km lange langeafstandsfietsroute in Zwitserland (en een klein stukje Oostenrijk) welke onderdeel is van Fietsnetwerk Veloland Schweiz. De route gaat langs diverse meren in Zwitserland. De route is bewegwijzerd in twee richtingen en wordt aangegeven met het cijfer 9. 

## Traject
De route start in Montreux aan de oever van het Meer van Genève. Hier kan worden aangesloten op de EuroVelo EV17 Rhôneroute, de landelijke route 1: Rhone-Route en de regionale route Tour du Léman (nummer 46). 
Iets voorbij Bulle gaat de route langs het Meer van Gruyère. Bij Morlon sluit ook de landelijke route 4: Alpenpanorama-Route aan, deze loopt parallel mee tot Montbovon.
Na Gstaad voert de route over de pas Saanenmöser. Daarna bereikt de route het Meer van Thun bij Spiez. Hier loopt tot Meiringen de landelijke route 8: Aare-Route parallel mee. De route loopt daarbij ook langs het Meer van Brienz. In Meiringen ligt ook de Aareschlucht. 
De route gaat over de Brünigpas naar het Lungernmeer. Bij Sarnen bereikt de route het Sarnermeer. Vanaf Alpnachstad loopt de route parallel met de landelijke route 4: Alpenpanorama-Route tot Hergiswil langs het Meer van Alpnach. In Hergiswil bereikt de route het Vierwoudstrekenmeer. Vanaf hier loopt de route parallel met de EuroVelo EV5 Via Romea Francigena en de landelijke route 3: Nord-Süd-Route tot Luzern.
Bij Cham wordt het Meer van Zug bereikt en bij Oberägeri het Meer van Ägeri. Daarna volgen nog het Meer van Sihl nabij Einsiedeln en de Obersee. Tussen Weesen en Walenstadt volgt de route het Walenmeer.
Bij Sargans wordt de Rijn bereikt en kan worden aangesloten op de EuroVelo EV15 Rijnroute en de landelijke route 2: Rhein-Route. Deze lopen parallel mee tot Sennwald. Hierna loopt de route iets oostelijker dan de Rijn door het Rijndal via Oberriet en Altstätten om in Sankt Margrethen weer parallel te gaan lopen met de EV15 en de 2. In Sankt Margrethen kan ook worden aangesloten op de landelijke route 4: Alpenpanorama-Route.
De route gaat een klein deel door Oostenrijk en bereikt de Bodensee. In Fußach kan worden aangesloten op de Bodensee-Radweg. Deze gaat eveneens parallel meelopen tot eindpunt Rorschach waar ook kan worden aangesloten op de landelijke route 5: Mittelland-Route.

## Aansluitingen met Europese fietsroutes
- In Montreux kan worden aangesloten op de EuroVelo EV17 Rhôneroute.
- Tussen Hergiswil en Luzern loopt de route parallel met de EuroVelo EV5 Via Romea Francigena.
- Tussen Sargans en Sennwald loopt de route parallel met de EuroVelo EV15 Rijnroute.
- Tussen Sankt Margrethen en Rorschach loopt de route parallel met de EuroVelo EV15 Rijnroute.

## Aansluitingen met andere fietsroutes
- In Montreux kan worden aangesloten op de landelijke route 1: Rhone-Route.
- In Montreux kan worden aangesloten op de regionale route Tour du Léman (nummer 46).
- Tussen Morlon en Montbovon loopt de route parallel met de landelijke route 4: Alpenpanorama-Route.
- Tussen Spiez en Meiringen loopt de route parallel met de landelijke route 8: Aare-Route.
- Tussen Alpnachstad en Hergiswil loopt de route parallel met de landelijke route 4: Alpenpanorama-Route.
- Tussen Hergiswil en Luzern loopt de route parallel met de landelijke route 3: Nord-Süd-Route.
- Tussen Sargans en Sennwald loopt de route parallel met de landelijke route 2: Rhein-Route.
- In Sankt Margrethen kan worden aangesloten op de landelijke route 4: Alpenpanorama-Route.
- Tussen Sankt Margrethen en Rorschach loopt de route parallel met de landelijke route 2: Rhein-Route.
- Tussen Fußach en Rorschach loopt de route parallel met de Bodensee-Radweg.
- In Rorschach kan worden aangesloten op de landelijke route 5: Mittelland-Route.
- Onderweg kan op diverse plaatsen worden aangesloten op regionale en lokale routes van Fietsnetwerk Veloland Schweiz.